# Тер-Аванесян, Михаил Давидович
Михаил Давидович Тер-Аванеся́н (15 июня 1949, Ленинград — 25 октября 2018, Москва) — молекулярный биолог, генетик, член-корреспондент РАН, лауреат премии имени А. Н. Баха (2014).

## Биография
Родился 15 июня 1949 года.
В 1971 году окончил кафедру генетики и селекции ЛГУ, а 1974 году — аспирантуру этой же кафедры.
С 1974 по 1983 годы — младший, а затем — старший научный сотрудник БиНИИ ЛГУ.
В 1983 году перешел на работу в ФГУ «Кардиологический научно-производственный комплекс Росмедтехнологий». С 1988 года — заведующий лабораторией молекулярной генетики ФГУ РКНПК Росмедтехнологий.
В 2006 году избран членом-корреспондентом РАН.
С 2011 года — заведующий лабораторией молекулярной генетики в Институте биохимии им. А. Н. Баха РАН, который впоследствии стал частью ФИЦ Биотехнологии РАН.
Один из подписантов открытого письма в поддержку развития генной инженерии в Российской Федерации.
Скончался 25 октября 2018 года. Похоронен на Троекуровском кладбище.

## Научная деятельность
Основные работы лаборатории молекулярной генетики посвящены изучению молекулярных основ завершающего этапа биосинтеза белков — терминации трансляции. В этих работах идентифицирован фактор терминации трансляции дрожжей eRF3, продемонстрировано, что аппарат терминации трансляции вовлечен в контроль стабильности мРНК, изучена роль факторов терминации в организации цитоскелета и регуляции клеточного цикла. Показано, что фактор eRF3 дрожжей проявляет свойства, характерные для прионов млекопитающих. Разработаны новые подходы к анализу структуры прионных частиц, предложен и экспериментально подтвержден механизм поддержания и размножения прионов. В последнее время исследования направлены на разработку методов диагностики прионных заболеваний, обнаружение новых белков с прионными или амилоидными свойствами и выяснение их биологического значения. Работы лаборатории посвящены также исследованию внутриклеточного везикулярного транспорта белков, их гликозилирования и секреции.

## Награды
- Премия имени А. Н. Баха (2014) — за цикл работ «Прионные и неприонные амилоиды дрожжей: возникновение, свойства, моделирование нейродегенеративных заболеваний»